# Kento
Kento, pseudonimo di Francesco Carlo (Reggio Calabria, 18 novembre 1976), è un rapper italiano.
Attivo già dai primi anni '90, può essere inquadrato nel filone musicale del rap militante/rap impegnato.

## Biografia
Nato il 18 novembre del 1976 e cresciuto a Reggio Calabria, Francesco "Kento" Carlo si avvicina al microfono nei primi anni '90 mosso da un naturale approccio antagonista e ispirato dal rap combattente delle posse attive in quegli anni. Trasferitosi a Roma nel 1995, Kento si unisce al collettivo de "Gli Inquilini", con cui - tra il 2003 e il 2007- produce 4 album. Nel frattempo consolida il suo progetto tra l'hip hop e il reggae (tuttora attivo) con i reggini Kalafro Sound Power, il cui disco d'esordio, Solo l'Amore, vede la luce nell'estate 2007. Esce nel 2009 il suo disco d'esordio solista Sacco o Vanzetti raccogliendo critiche e recensioni positive Nel 2010 ritorna assieme ai suoi Kalafro con Resistenza sonora, album di rivolta contro l'oppressione della malavita organizzata e delle ingiustizie di uno stato sempre più avulso, e con l'omonimo singolo Resistenza sonora. 
È inoltre il primo rapper di matrice hip hop a partecipare ad una finale del Premio Tenco, nell'edizione 2016.
Nel 2017 è stato pubblicato l'ultimo cd del rapper, dal titolo Da Sud. Il video del secondo singolo estratto dal suo nuovo lavoro, dal titolo H.I.P. H.O.P., realizzato in collaborazione con i Voodoo Brothers, è stato presentato in esclusiva da Fanpage.it.
È autore di una rubrica sul quotidiano il Fatto Quotidiano dal titolo "Il blog di Kento".

## Sacco o Vanzetti
Sacco o Vanzetti è l'album di esordio da solista di Kento, pubblicato nel dicembre 2009 sotto etichetta Relief Records EU. Ispirato alla vicenda dei due anarchici italiani ingiustamente condannati a morte negli Stati Uniti, Sacco o Vanzetti è composto da 15 tracce + 2 tracce bonus, e contiene preziose collaborazioni con artisti della scena hip hop e non, tra cui spiccano Tayo "Hyst" Yamanouchi, Lord Madness, Jungla Beat, il veterano delle scene hip hop e punk Chef Ragoo e il gruppo romano Torpedo, che ha curato le musiche della title track. Le produzioni musicali sono affidate al beatmaker napoletano Matteo "Peight" Vitagliano.

## Discografia

### Da solista
- 2009 – Sacco o Vanzetti (Relief Records Eu, etichetta indipendente)
- 2021 – Barre Mixtape
- 2023 – Kombat Rap (Time to rap)

### Con Gli Inquilini
- 2003 – Benvenuti nel Paese dei Mostri (autoproduzione)
- 2004 – Bentornati nel Paese dei Mostri (Antibemusic, etichetta indipendente)
- 2005 – Il Mondo Nuovo (Antibemusic, etichetta indipendente)
- 2007 – I Mostri Capitolo Terzo (Goodfellas)

### Con i Kalafro Sound Power
- 2005 – Bergamotto Show Case
- 2007 – Solo l'Amore (Cd Club Entertainment)
- 2010 – Resistenza Sonora (Relief Records Eu, etichetta indipendente)

### Con The Voodoo Brothers
- 2014 – Radici (Relief Records Eu, etichetta indipendente)
- 2016 - Da Sud (Goodfellas, distribuzione indipendente)

## Opere
- Resistenza rap. Musica, lotta e (forse) poesia: come l'Hip-Hop ha cambiato la mia vita, Roma, Round Robin Rditrice, 2016. ISBN 978-88-9871-569-5[10]
- Barre. Rap, sogni e segreti in un carcere minorile, Roma, minimum fax, 2021. ISBN 978-88-3389-224-5